# Nephrotoma lunulicornis
Nephrotoma lunulicornis är en tvåvingeart som först beskrevs av Theodor Emil Schummel 1833.  Nephrotoma lunulicornis ingår i släktet Nephrotoma och familjen storharkrankar. Arten är reproducerande i Sverige. Inga underarter finns listade i Catalogue of Life.